# Donna Faber
Pour les articles homonymes, voir Faber.
Donna Faber (née le 5 juillet 1971) est une joueuse de tennis américaine, professionnelle de la fin des années 1980 à 1994.

## Biographie
À trois reprises, elle a atteint les huitièmes de finale dans les épreuves du Grand Chelem en simple, dont deux fois consécutivement à l'Open d'Australie en 1989 et 1990.

## Palmarès

### Titre en simple dames
Aucun

### Finales en simple dames
| No | Date       | Nom et lieu du tournoi              | Catégorie | Dotation  | Surface      | Vainqueure        | Score    |          |
| -- | ---------- | ----------------------------------- | --------- | --------- | ------------ | ----------------- | -------- | -------- |
| 1  | 26-11-1990 | Nivea Cup, São Paulo                | Tier V    | 75 000 $  | Terre (ext.) | Veronika Martinek | 6-2, 6-4 | Parcours |
| 2  | 03-02-1992 | Fernleaf Butter Classic, Wellington | Tier V    | 100 000 $ | Dur (ext.)   | Noëlle van Lottum | 6-4, 6-0 | Parcours |

## Parcours en Grand Chelem

### En simple dames
| Année | Open d'Australie | Open d'Australie     | Internationaux de France | Internationaux de France | Wimbledon       | Wimbledon            | US Open         | US Open            |
| 1988  | -                | -                    | 2e tour (1/32)           | Mercedes Paz             | -               | -                    | -               | -                  |
| 1989  | 4e tour (1/8)    | Claudia Kohde-Kilsch | 1er tour (1/64)          | Nicole Provis            | 3e tour (1/16)  | Hana Mandlíková      | 4e tour (1/8)   | Zina Garrison      |
| 1990  | 4e tour (1/8)    | Mary Joe Fernández   | 2e tour (1/32)           | Katerina Maleeva         | 2e tour (1/32)  | Claudia Kohde-Kilsch | 1er tour (1/64) | Angélica Gavaldón  |
| 1991  | 3e tour (1/16)   | Katerina Maleeva     | 1er tour (1/64)          | Natasha Zvereva          | 2e tour (1/32)  | Gigi Fernández       | 2e tour (1/32)  | Gretchen Rush      |
| 1992  | 1er tour (1/64)  | Nanne Dahlman        | 2e tour (1/32)           | Sandra Wasserman         | 1er tour (1/64) | Gigi Fernández       | 1er tour (1/64) | Mary Joe Fernández |
| 1993  | 2e tour (1/32)   | Zina Garrison        | 1er tour (1/64)          | Kristie Boogert          | -               | -                    | -               | -                  |

À droite du résultat, l’ultime adversaire.

### En double dames
| Année | Open d'Australie             | Open d'Australie        | Internationaux de France    | Internationaux de France | Wimbledon | Wimbledon | US Open | US Open |
| 1989  | -                            | -                       | 1er tour (1/32) M. Werdel   | Tine Scheuer C. Tanvier  | -         | -         | -       | -       |
| 1990  | 1er tour (1/32) M. Werdel    | M. Lindström H. Ludloff | 1er tour (1/32) Anne Minter | M. Bollegraf R. Reggi    | -         | -         | -       | -       |
| 1991  | 2e tour (1/16) Petra Thoren  | Kathy Jordan E. Smylie  | -                           | -                        | -         | -         | -       | -       |
| 1992  | 1er tour (1/32) Petra Thoren | R. McQuillan C. Porwik  | -                           | -                        | -         | -         | -       | -       |

Sous le résultat, la partenaire ; à droite, l’ultime équipe adverse.

### En double mixte
| Année | Open d'Australie | Open d'Australie | Internationaux de France | Internationaux de France | Wimbledon                   | Wimbledon                 | US Open | US Open |
| 1989  | -                | -                | -                        | -                        | 2e tour (1/16) Byron Talbot | Tine Scheuer M. Mortensen | -       | -       |

Sous le résultat, le partenaire ; à droite, l’ultime équipe adverse.

## Classements WTA en fin de saison

### En simple
| Année | 1987 | 1988 | 1989 | 1990 | 1991 | 1992 | 1993 |
| Rang  | 218  | 133  | 59   | 84   | 92   | 114  | 213  |

Source : (en) « Classements de Donna Faber », sur le site officiel du WTA Tour

### En double
| Année | 1988 | 1989 | 1990 | 1991 | 1992 | 1993 |
| Rang  | 592  | 155  | 214  | 128  | 661  | 795  |

Source : (en) « Classements de Donna Faber », sur le site officiel du WTA Tour